# Лённ, Эйстен
Эйстен Лённ (норв. Øystein Lønn; 12 апреля 1936, Кристиансанн, Вест-Агдер, Норвегия — 10 января 2022) — норвежский писатель
 и журналист.

## Биография
Провёл несколько лет в Испании, Дании, странах Балтии и Германии.
Дебютировал в литературе в 1966 году со сборником рассказов «Шествие», написанным под влиянием французского экзистенциализма и модернизма. В 1967 году написал роман «Континенты» — роман будущего, «Аркеологен» (1971) и сборник рассказов «История» (1973) — социально-критические тексты в экспериментальной форме. В 1975 году издал роман «Hirtshals», крупное произведение норвежской прозы 1970-х годов, передающее фрагментированную современную реальность.
С 1984 по 1991 год Лённ опубликовал три романа своеобразной трилогии: «Бьяндерс Рейзе», «Последнее пристанище Тома Ребера» и «Пятое дело Томаса Рибе» . До начала 1990-х годов оставался относительно неизвестным писателем. Популярность к нему пришла после получения нескольких литературных премий.
Известен своими рассказами, новеллами и романами, отличающимися поэтической точностью и остротой наблюдения.

## Избранные произведения
- Berners datter : en fortelling (роман, 2018)
- Fluktens nødvendige blindveier (роман, 2016)
- Etter Sofia (роман, 2010)
- Plutselig landligge (новелла, 2006)
- Samlede noveller (новелла, 2003)
- Simens stormer (роман, 2003)
- Ifølge Sofia (роман, 2001)
- Maren Gripes nødvendige ritualer (роман, 1999)
- Hva skal vi gjøre i dag og andre noveller (новелла, 1995)
- Thranes metode (новелла, 1993)
- Thomas Ribes femte sak (роман, 1991)
- Tom Rebers siste retrett (роман, 1988)
- Bjanders reise (роман, 1984)
- Veien til Cordoba (роман, 1981)
- Der humlene suser (роман, 1979)
- Lu (1977)
- Hirtshals Hirtshals (роман, 1975)
- Historie (новелла, 1973)
- Arkeologene (роман, 1971)
- Kontinentene (роман, 1967)
- Prosesjonen (новелла, 1966)

Книги автора переведены на десятки языков, включая английский, немецкий, русский и хинди.

## Награды
- 1972 — Премия округа Ауст-Агдер в области культуры
- 1989 — Литературная премия Гилдендала
- 1992 — Премия Доблоуга
- 1993 — Премия Ассоциации норвежских критиков за Thranes metode og andre noveller
- 1993 — Премия Браги в области художественной литературы для взрослых
- 1996 — Литературная премия Северного совета за книгу «Hva skal vi gjøre i dag og andre noreller» («Что нам делать сегодня и другие рассказы»)
- 1998 — Премия муниципалитета Кристиансанн в области культуры
- 2020 — Почётная премия Sørlandets litteraturpris